# Dau Pendeli
Dau Pendeli (gr. Νταού Πεντέλη) – miejscowość w Grecji, w administracji zdecentralizowanej Attyka, w regionie Attyka, w jednostce regionalnej Ateny-Sektor Północny, w gminie Pendeli. W 2011 roku liczyła 144 mieszkańców.